# Spendhaus

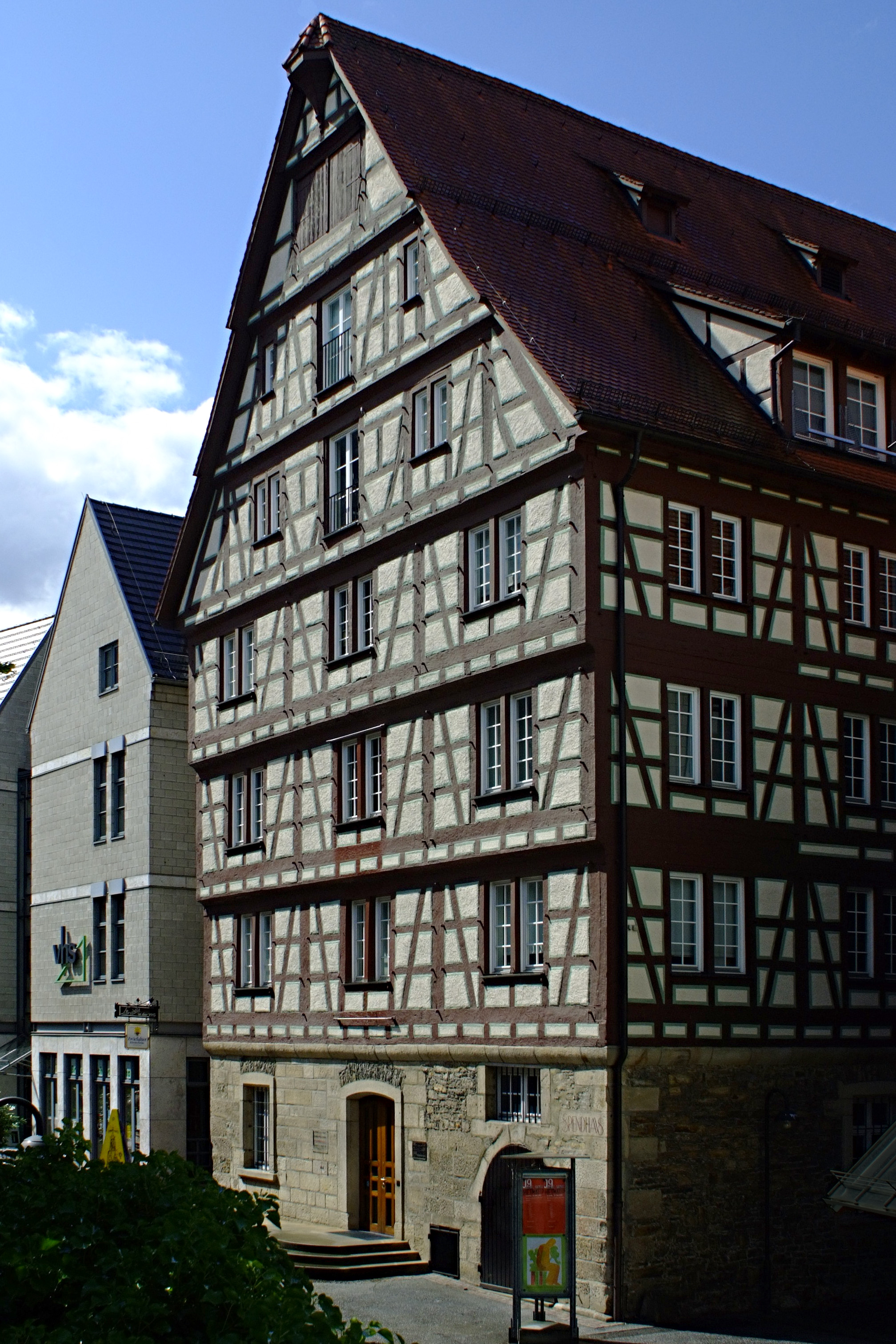
Spendhaus, Fassade zur Spendhausstraße

Das im Jahr 1518 erbaute Spendhaus ist einer der ältesten erhaltenen Profanbauten der im südwestdeutschen Bundesland Baden-Württemberg gelegenen Kreisstadt Reutlingen. Es hat die verheerende Brandkatastrophe vom September 1726, bei der rund vier Fünftel der Gebäudesubstanz Reutlingens vernichtet wurden, unbeschädigt überstanden.
Ursprünglich bis Mitte des 19. Jahrhunderts als Lagergebäude für Spenden vor allem landwirtschaftlicher Produkte genutzt, dient es nach verschiedenen anderen öffentlichen Zwecken nutzender Verwendungen (Webschule, Stadtbibliothek, Heimatmuseum) seit 1989 als zentrales städtisches Kunstmuseum Reutlingen. Werke von Holzschneidern des 20. Jahrhunderts wie HAP Grieshaber, Wilhelm Laage, Werner Höll, Wolfgang Mattheuer oder Ernst Wilhelm Nay zählen zum wesentlichen Ausstellungsbestand der Kunstsammlung. Das in Fachwerkbauweise errichtete Gebäude liegt südlich des Marktplatzes zwischen Spendhausstraße und Lederstraße an der mittelalterlichen Stadtgrenze.

## Geschichte und historische Nutzung

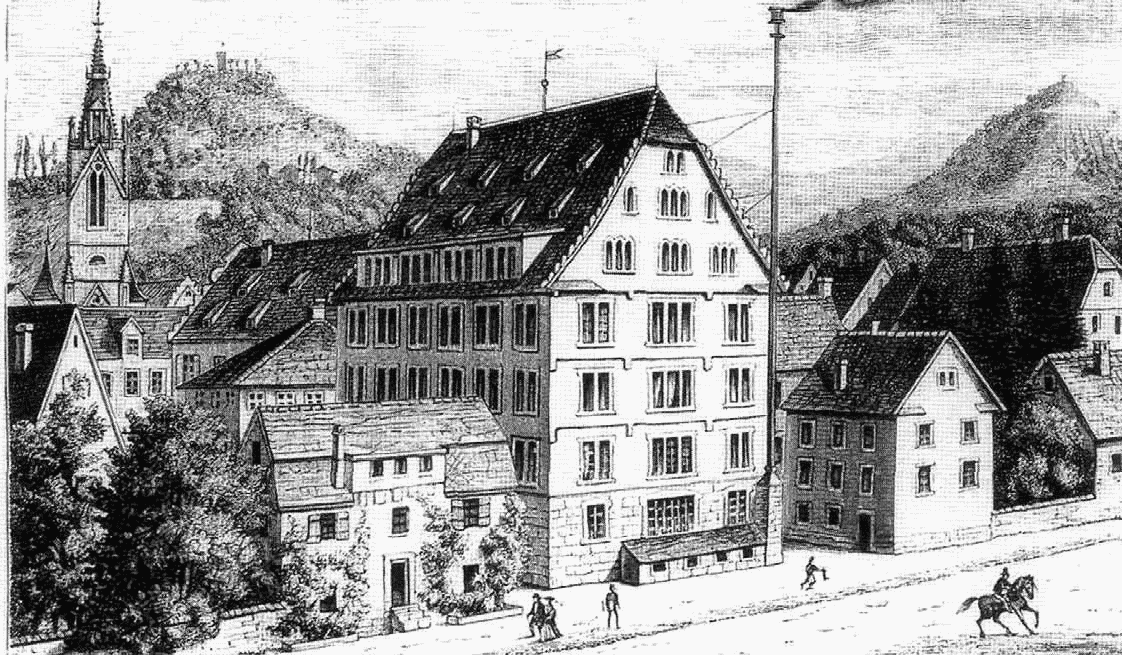
Spendhaus zur Zeit der Weberschule

Das Gebäude wurde 1518 als städtisches Speichergebäude für die Spendenpflege errichtet, einer Art Unterstützungskasse für Arme und in Not geratene Bürger, und diente vornehmlich zur Lagerung landwirtschaftlicher Produkte. Von dieser Bestimmung lässt sich der Name Spendhaus ableiten. Das Erdgeschoss ist als massiver Steinbau aus Naturbruchsteinen errichtet und auf der nördlichen Gebäudeseite mit einem tonnengewölbten Raum unterkellert, der durch ein Rundbogenportal auf der Ostseite von der Spendhausstraße her erschlossen ist und als Weinlager diente. Über dem Erdgeschoss erheben sich drei Vollgeschosse in Fachwerkbauweise, die von Etage zu Etage an den beiden Giebelseiten jeweils leicht vorspringen. Das auffällig hohe und steile Satteldach umfasst nochmals drei Geschosse plus eine schmale Ebene unter dem Dachfirst.
Bis weit in das 19. Jahrhundert hinein behielt das Spendhaus seine Funktion als Lagerhaus. In den 1840er Jahren wurde im Parterre ein Raum für die Buchbestände der Stadt geschaffen. 1858 erhielt das Haus eine neue Nutzung. Die 1855 gegründete Webschule, Vorläuferin des Technikums für Textilindustrie und somit der heutigen Fachhochschule Reutlingen, bezog vier Stockwerke des Gebäudes, das dafür nach Plänen des Bauinspektors Johann Georg Rupp für die erhebliche Summe von mehr als 7000 Gulden umgebaut worden war. Die ersten beiden Obergeschosse waren zu großzügigen Websälen umgerüstet worden, im Erdgeschoss verblieb, neben einem weiteren kleineren Websaal und dem Holzmagazin, auch weiterhin ein Raum für die Stadtbibliothek. Wenig später (1864/65) erweiterte man die Webschule um eine Abteilung für mechanische Weberei, wofür man im Parterre mechanische Webstühle, eine Dampfmaschine, Rohrleitungen und an der Außenseite des Gebäudes zur Lederstraße hinein Dampfkesselhaus mit einem bis über den Dachfirst hinausreichenden Kaminrohr installierte. Zur Verbesserung der Lichtverhältnisse baute man an den Längsseiten des Gebäudes je vier Fenster ein. Auf den ehemaligen Fruchtböden unter dem Dach wurden zusätzliche Zimmer für die gewerbliche Fortbildungsschule und ein großer Zeichensaal für die spätere Frauenarbeitsschule eingerichtet.
1871 erwarb die Stadt Reutlingen von der Armenpflege für 20000 Gulden die Eigentumsrechte an dem Gebäude. Nach dem Auszug der Webschule 1891 wurden darin zunächst die Sammlungen des Naturwissenschaftlichen Vereins, aus dem später das Naturkundemuseum hervorging, und des kurz zuvor gegründeten Vereins für Kunst und Altertum, welcher den Grundbestand des späteren Reutlinger Heimatmuseums bildete, untergebracht. 1898 kehrte die Stadtbibliothek in das nunmehr ihr allein vorbehaltene Erdgeschoss zurück. Im Dezember 1934 kam im Erdgeschoss das neu errichtete Friedrich-List-Archiv hinzu, wodurch sich die Raumprobleme für die Bibliothek verstärkten. Im Frühjahr 1935 nahm die Stadt eine grundlegende Renovierung des Hauses vor. Die Hoffnung der Bibliothek auf eine Ausdehnung auf das erste Obergeschoss, welches 1939 durch den Auszug der Altertumssammlung in das neue Heimatmuseum frei wurde, erfüllte sich indessen nicht; die Räume waren bereits für Heimzwecke des BDM und der HJ verplant. Nach erneuten umfangreichen Umbau- und Renovierungsmaßnahmen im Gebäudeinneren in den Jahren 1950/1951 erhielt die Stadtbibliothek endlich einen Lesesaal und das erste Obergeschoss zur Mitnutzung. Im dritten Obergeschoss schuf man zusätzliche Ausstellungsräume für die Naturaliensammlung, und das Dachgeschoss, das zu Präsentationszwecken umgestaltet wurde, war fortan Schauplatz zahlreicher Kunstausstellungen.
Die starke Zunahme der Bibliotheksbestände ließ die Stadtverwaltung zu Beginn der 1970er Jahre nach großzügigeren und dauerhaften Lösungen für die Bibliothek und die Museen suchen. 1979 stimmte der Gemeinderat dem Projekt eines Weiterbildungszentrums entlang der Spendhausstraße zu. 1982 wurde mit dem Abbruch der alten Häuser beiderseits des traditionsreichen Fachwerkgebäudes begonnen. Im Sommer 1985 zog die Bibliothek in ihr neu errichtetes Gebäude um, und im März 1987 räumte das Naturkundemuseum das Spendhaus. Damit war der ehemalige Fruchtkasten der Spendenpflege leer und der Weg frei für eine umfassende Sanierung und den Umbau zum 1989 eröffneten Städtischen Kunstmuseum.

## Nutzung als Kunstmuseum
Am 15. Oktober 1989 wurde das Spendhaus als Heimstätte des nunmehrigen Kunstmuseums Reutlingen (vormals: Städtisches Kunstmuseum Spendhaus Reutlingen) eröffnet. Das Museum widmet sich in seiner Sammlungstätigkeit dem modernen Holzschnitt vom Ende des 19. Jahrhunderts bis zur unmittelbaren Gegenwart. Der Umbau – ausgezeichnet von der Architektenkammer Baden-Württemberg mit dem Preis für beispielhaftes Bauen – hat das frühneuzeitliche Bauwerk mit seinem ehrwürdigen Balkenwerk wieder voll zur Geltung gebracht und zugleich die Voraussetzungen für ein modernes Kunstmuseum geschaffen. Das Gebäude schlägt so die Brücke von der modernen und zeitgenössischen Kunst, die dort gezeigt bzw. aufbewahrt wird, zurück zu den historischen Wurzeln des ältesten druckgrafischen Mediums.